# 訥埃尼鄉
訥埃尼鄉（羅馬尼亞語：Comuna Năeni, Buzău），是羅馬尼亞的鄉份，位於該國東南部，由布澤烏縣負責管轄，面積47平方公里，海拔高度350米，2007年人口1,891，人口密度每平方公里40人。